# هری براون (بازیکن فوتبال، زاده ۱۸۸۳)
هری براون (انگلیسی: Harry Brown; ۱۱ نوامبر ۱۸۸۳ – ۹ فوریهٔ ۱۹۳۴) بازیکن فوتبال اهل بریتانیا بود.
از باشگاه‌هایی که در آن بازی کرده‌است می‌توان به باشگاه فوتبال وست برومویچ آلبیون، باشگاه فوتبال برافورد پارک آونیو، باشگاه فوتبال فولام، باشگاه فوتبال ساوت‌همپتون، باشگاه فوتبال نیوکاسل یونایتد، و باشگاه فوتبال نورث‌همپتون تاون اشاره کرد.